# Benedikt Feiten

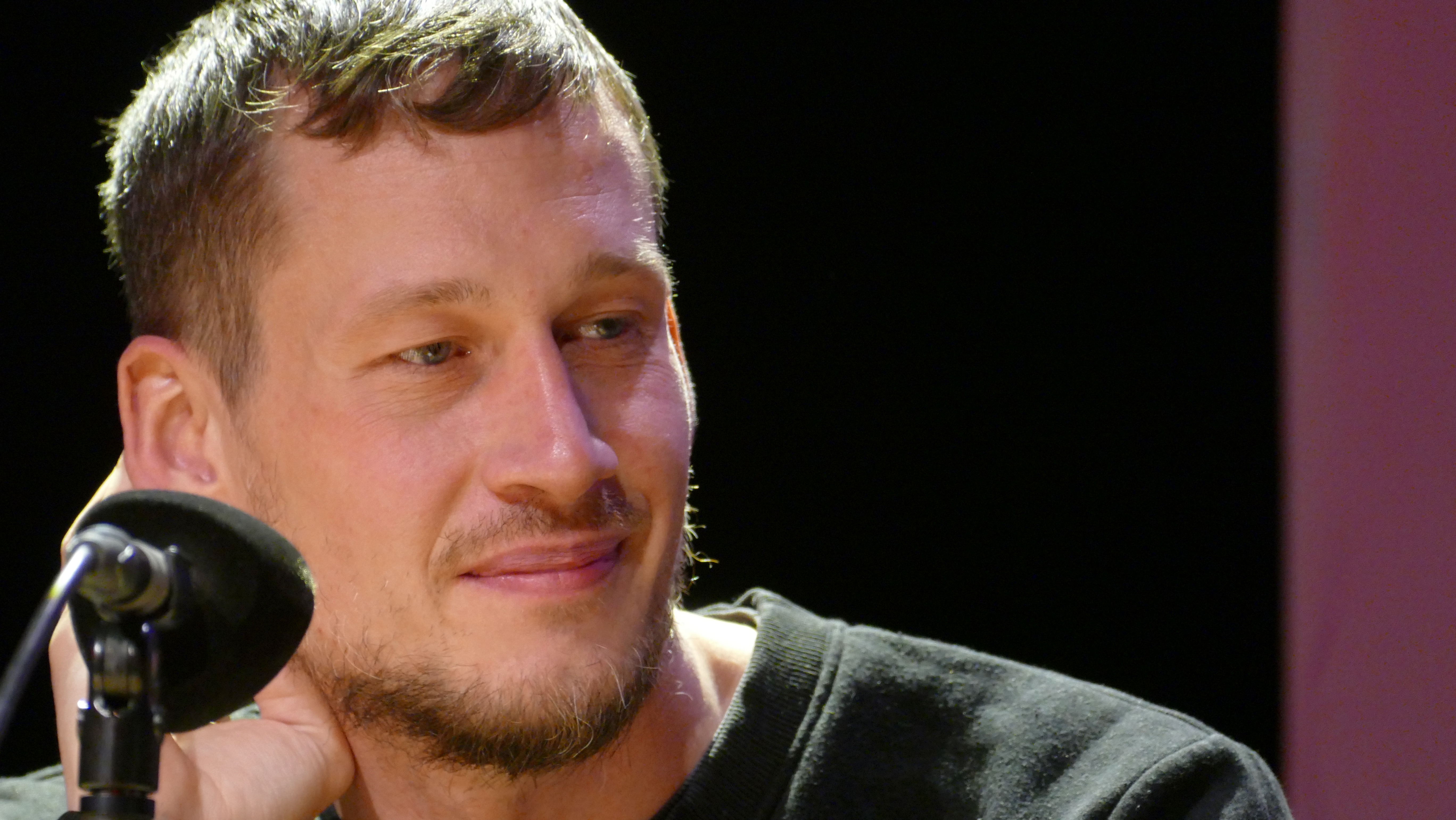
Benedikt Feiten bei den Wortspielen München 2022

Benedikt Feiten (* 1982 in Berlin) ist ein deutscher Schriftsteller und Musiker.

## Leben und Schaffen
Nach dem Besuch des Gymnasiums in Ottobrunn begann er 2002 ein Studium der Amerikanischen Literatur- und Kulturgeschichte sowie der Kunstgeschichte an der Universität München, an der er 2016 mit der Arbeit Jim Jarmusch: Musik und Narration. Transnationalität und alternative filmische Erzählformen promovierte. Als freier Journalist schreibt er seit 2008 unter anderem für die Süddeutsche Zeitung. Mehrere Jahre lang arbeitete er zudem als Redakteur für das Internetportal der Stadt München, in der er auch wohnt.
Im Jahr 2007 gewann Feiten mit dem Exposé zu seinem ersten Roman 35 Schritte den Buchmacher-Wettbewerb von Jetzt.de und Books on Demand (BoD). Sein Debüt über den Alltagsausbruch zweier Jugendlicher wurde im selben Jahr über BoD veröffentlicht. In den Jahren 2012 und 2013 nahm er an der Bayerischen Akademie des Schreibens im Literaturhaus München teil. Sein zweiter Roman Hubsi Dax. Eine Wirtshauslegende erschien 2016 im Verlag Voland & Quist. Darin schildert er den Kampf des Protagonisten gegen die Gentrifizierung in München und den drohenden Abriss des Wohnhauses seiner Familie. Zu diesem Zweck erfindet er eine historisch bedeutsame Kunstfigur, die als Wirtshaussänger eine lokale Berühmtheit gewesen sein und im selben Haus gewohnt haben soll. Zusammen mit befreundeten Musikern nahm Feiten mehrere Lieder des angeblichen Hubsi Dax auf und veröffentlichte sie als kostenlosen Stream auf der Plattform Soundcloud.
In seinem Buch So oder so ist das Leben (2019) erzählt der Autor die Geschichte eines Mannes, der anscheinend in Karriere und menschlichem Umfeld versagt, die neue Situation aber als Freiheit betrachtet. So wird eine Möglichkeit thematisiert, außerhalb der bestehenden Verhältnissen und ohne die bedrückenden Erwartungen zu leben. Der Titel bezieht sich dabei auf ein gleichnamiges Lied von Theo Mackeben, in dem ebenfalls behauptet wird, man könne sich für eine Weise zu leben entscheiden. Mit einer Lesung aus dem Roman trat er 2019 erstmals beim Festival für junge Literatur Wortspiele in München auf.
Bei seinem 2022 publizierten Werk Leiden Centraal handelt es sich um einen Kriminalroman, der die Ausbeutung osteuropäischer Leiharbeiter thematisiert. Der Buchtitel bezieht sich auf den gleichnamigen Bahnhof in der niederländischen Stadt Leiden. Mit diesem Werk nahm er erneut am Wortspiele-Festival teil und errang, wie schon 2019, wieder einen Tagessieg.
Benedikt Feiten war im Jahr 2021 Stipendiat im Internationalen Künstlerhaus Villa Concordia in Bamberg. Außerdem fungierte er 2022 als Kurator für die neue Veranstaltungsreihe Münchner Schiene auf dem Literaturfest München. Neben seinem schriftstellerischen Schaffen ist Feiten auch musikalisch aktiv, unter anderem als Cellist und Trompeter in der Formation Hart Heffner Feiten.

## Rezeption
Feitens Roman Hubsi Dax wurde als gelungener Kommentar zur Gentrifizierung ganzer Münchner Stadtteile gesehen. Die Süddeutsche Zeitung nannte das Buch einen "Schelmenroman" und "ein eigentümlich anachronistisches Werk – ein ausgesprochen unterhaltsames Stück Literatur über das alles andere als unterhaltsame Phänomen der Gentrifizierung."
Christoph Schmälzle stellte in seiner Buchbesprechung des Romans So oder so ist das Leben in der Sendung Lesenswert im SWR2 die Bedeutung des behandelten Themas (der Möglichkeit eines freien Lebens) heraus, das er mit Adornos Frage nach dem richtigen Leben im falschen in Verbindung bringt. Allerdings bemängelt er die seiner Ansicht nach zum Teil zu weitgehende Komplexität des Werkes.
Anne Kohlick bewertete Leiden Centraal in Deutschlandfunk Kultur als einen sozialkritischen Roman, der oberflächlich einem gewöhnlichen Krimi ähnlich sehe. Sie lobte auch die klare kantige Sprache sowie die intensive Recherche des Autors. Die Expertise des Autors bezüglich der im Buch beschriebenen digitalen Ermittlungsmethoden lobte auch Samuel Hamen im Deutschlandfunk, kritisierte aber, dass die Motive der Figuren teils unklar blieben. Bernhard Blöchl bemerkte in der Süddeutschen Zeitung, wie detailliert Feiten die in TV-Krimis üblicherweise ausgeblendete Arbeit von IT-Forensikerinnen beschreibt und zog als Fazit: "Das ist schon raffiniert, was Feiten da macht."

## Werke
- 35 Schritte. BoD, 2007, ISBN 978-3-8334-7223-7.
- Hubsi Dax. Eine Wirtshauslegende. Voland & Quist, 2016, ISBN 978-3-86391-144-7.
- Jim Jarmusch: Musik und Narration. Transnationalität und alternative filmische Erzählformen. Transcript, Bielefeld 2017, ISBN  978-3-8376-4024-3 (Dissertation).
- So oder so ist das Leben. Voland & Quist, 2019, ISBN 978-3-86391-222-2.
- Leiden Centraal. Voland & Quist, 2022, ISBN 978-3-86391-320-5.

## Auszeichnungen und Preise
- Leonard-und-Ida-Wolf-Gedächtnispreis des Kulturreferats der Stadt München (2005)
- Gewinner des Buchmacher-Wettbewerbs, vergeben von Books on Demand und dem Onlinemagazin Jetzt (2007)
- Bayerischer Kunstförderpreis für So oder so ist das Leben (2019)